# 다리 (절지동물)
절지동물의 다리는 절지동물의 결합한 부속지 가운데 한 형태로 보통 보행에 쓰이는 용도이다. 절지동물의 다리 마디(지절)에 쓰이는 수많은 용어들은 라틴어에서 유래하였으며, 이는 골격학 용어와 헷갈리게 할 수 있다.
절지동물 하위 분류군 사이의 다리 마디 상동성은 입증하기 힘들며 많은 논쟁의 근원이 되기도 한다. 혹자는 현생 절지동물에 가장 가까운 공통조상은 다리 하나에 마디가 11개씩 있다고 상정한다. 하지만 현생 절지동물들은 다리 마디 갯수가 8개 이거나 더 적다. 조상 동물의 다리는 합체절이 아니어야 하며, 호메오박스의 연속적 기능 상실 등으로 다리 마디의 평행 진화가 도출될 수 있어 논쟁이 되었다.
절지동물의 경우, 각 다리의 마디들은 경첩 관절로 다른 마디와 연결되며,  한쪽 면으로만 구부러질 수 있다. 이것은 척추동물의 앞다리와 뒷다리의 기부에 있는 절구공 관절과 같은 종류의 운동 작용을 얻으려면 더 많은 마디들이 필요하다는 것을 뜻한다.

## 이분지와 단지
절지동물의 부속지는 '이분지' 또는 '단지'이다. 단지는 끝에서 끝까지 마디가 여러 개 붙어 이어진 구조로 되어있다. 그러나 이분지는 다리 하나에서 두 갈래의 가지가 달리며, 각각의 분지는 단지와 같은 구조를 이룬다.
갑각류 다리의 경우 이분지의 바깥 분지는 외지(겉다리, exopod) 또는 외지절(exopodite)이라 부르며, 반면 안쪽의 분지는 내지(속다리, endopod) 또는 내지절(endopodite)이라 부른다. 두 분지의 한 쪽 면에 난  부분을 각각 외지돌기(exite)와 내지돌기 (endite)라 부른다. 외지절은 내근 조직의 존재로 인해 외지돌기와는 쉽게 구분지을 수 있다. 외지절은 일부 갑각류(단각류, 등각류)에서는 퇴화해 있으며, 곤충의 경우 전혀 없다.
곤충과 다지류의 다리는 단지 형태이다. 갑각류의 경우, 제1더듬이는 단지이나 제2더듬이는 이분지며, 다리의 경우 대부분의 종에서 볼 수 있듯 이분지가 달린다.
한동안 단지의 존재는 공유되는 파생형질로 여겨져서, 단지형 절지동물들이 '단지아문'이라 부르는 분류군으로 한 데 묶였었다. 지금에 들어서서, 절지동물 중 몇몇 분류군만이 이분지를 가진 조상으로부터 독자적으로 단지를 진화시킨 것으로 여겨진다. 따라서 단지아문은 더 이상 쓰이지 않는 분류군이다.

## 협각류

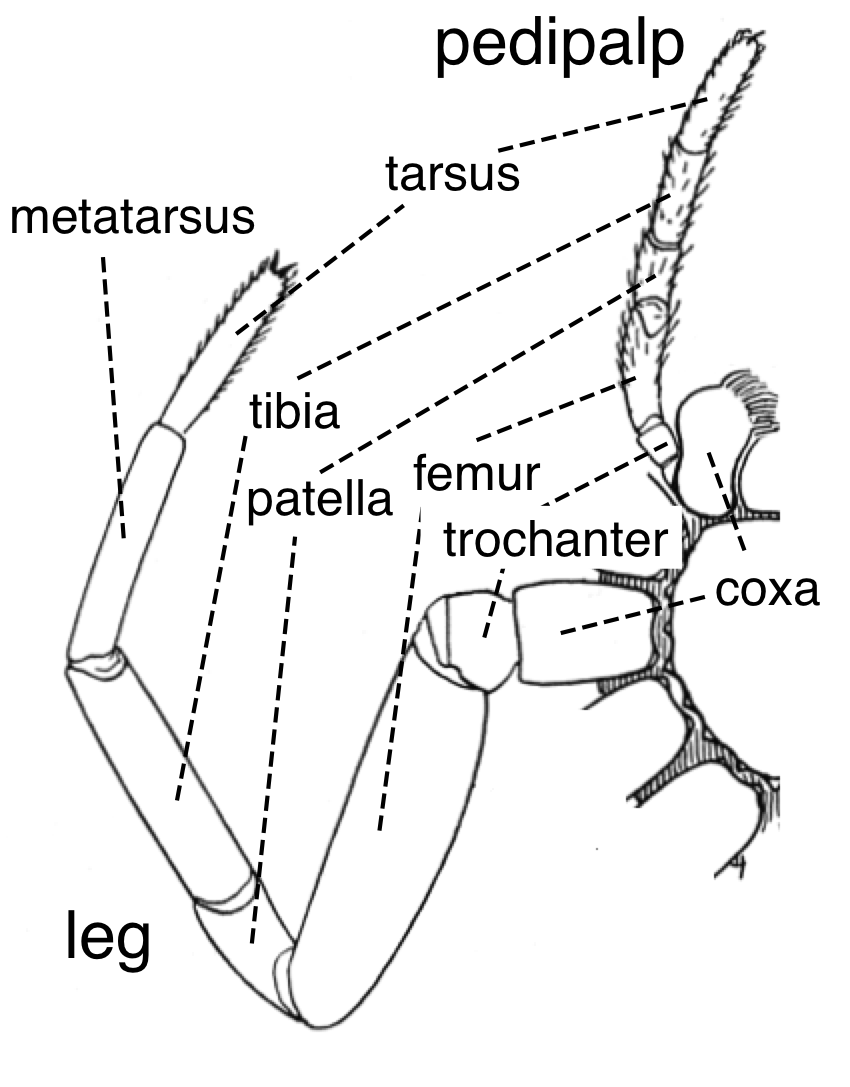
거미의 다리와 각수(더듬이다리) 그림 - 일반 다리와 달리 각수는 마디 하나가 더 없다.

거미류의 다리는 경절의 양쪽에 두 개의 체절이 추가되어 곤충의 다리와 다르다. 퇴절(넓적마디)과 경절 (종아리마디) 사이에는 슬개절(무릎마디)이 있고, 경절과 부절(발목마디) 사이에는 중족절(때로는 기저부족절이라고도 함)이 있어 총 일곱 개의 체절이 있다. 
거미의 부절 끝에 발톱이 달리며, 거미줄을 치는 데 도움이 된다. 거미 다리는 또한 감각 기능이 있는데, 털은 촉각 수용체 역할을 하며, 발목마디에는 습도 수용체 역할을 하는 기관인 '부절 기관'이 달린다.
전갈의 경우도 동일하나, 부절 앞에 전부절(pre-tarsus)이 추가로 달린다. 전갈의 발톱은 진짜 다리가 아니라 지절이다. 이것은 거미에서도 발견되는 다른 종류의 다리인 각수이며, 포식과 짝짓기에 특화되어 있다. 
투구게의 경우, 중족절 또는 전부절이 없으며, 다리는 여섯 마디로 구성된다.

## 갑각류

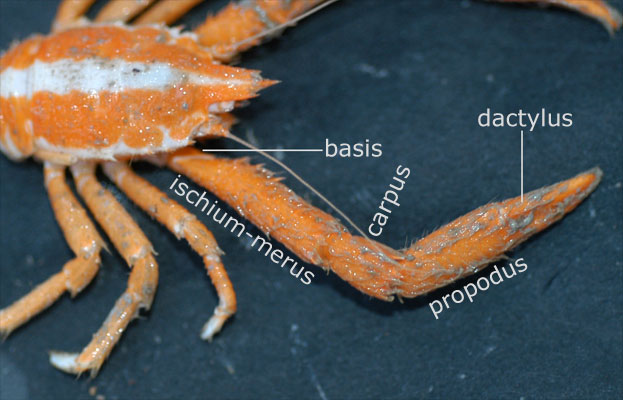
새우붙이의 다리(수많은 십각목에서 보이는 융합된 좌절과 장절)

갑각류의 다리는 원래 일곱 개의 부분으로 나뉘며, 다른 분류군에서 사용하는 명명 체계를 따르지 않는다. 갑각류의 다리 마디로는 기절(밑마디, coxa), 원절(도래마디, basis), 좌절(ischium), 장절(merus), 완절(발목마디, carpus), 전절(앞마디, propodus), 지절(가락마디, dactylus)이 있다. 일부 분류군의 경우, 다리 마디의 일부가 융합되어 있다. 게나 가재의 발톱 (집게발)은 전절의 부속으로 지절의 관절화가 형성되어 있다. 갑각류의 다리는 이분지 형태인 반면, 다른 현생 절지동물의 경우 단지가 달린다.

## 다지류

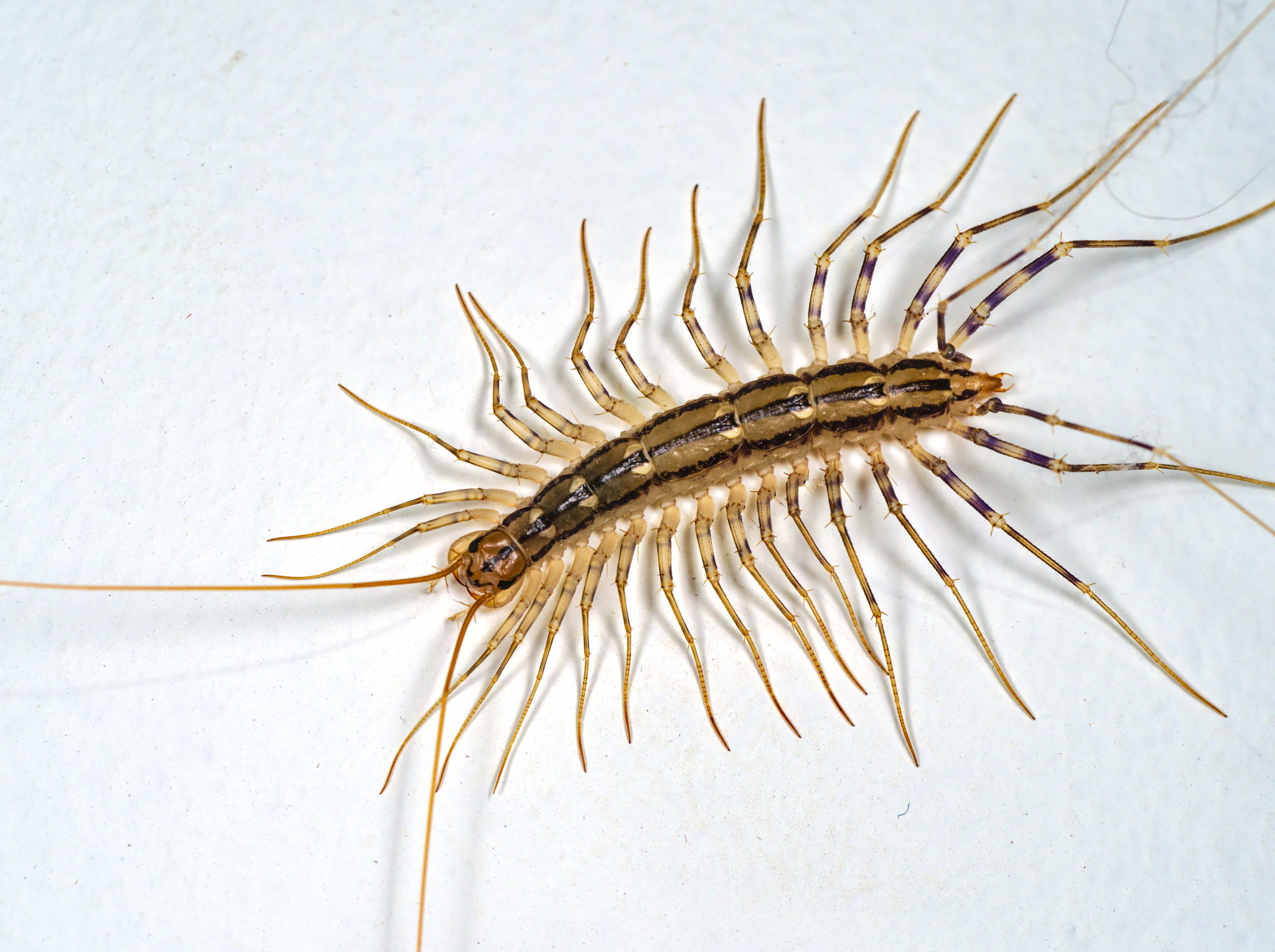
딱정그리마의 일곱 개로 마디진 다리

다지류(노래기, 지네 및 근연 분류군들)는 기절, 도래마디, 전퇴절, 퇴절, 경절, 부절, 부절발톱으로 이루어진 일곱 마디의 보행지가 달린다. 다지류의 다리는 하위 분류군마다 다양한 변형을 보인다. 지네류의 경우, 첫 번째 다리 쌍은 독니 역할을 하는 독조(forcipule)로 변형되어 있다.  노래기의 경우, 성충 수컷의  다리 1~2쌍은 정자를 건네주는 기능을 하는 생식지(gonopod)로 변형되어 있다.  몇몇 노래기에서는, 수컷의 첫번째 다리 쌍이 조그마한  갈고리나 몽당 형태로 크기가 축소된 반면, 다른 노래기들의 경우 생식지가 크게 발달한다.

## 곤충(육각류)

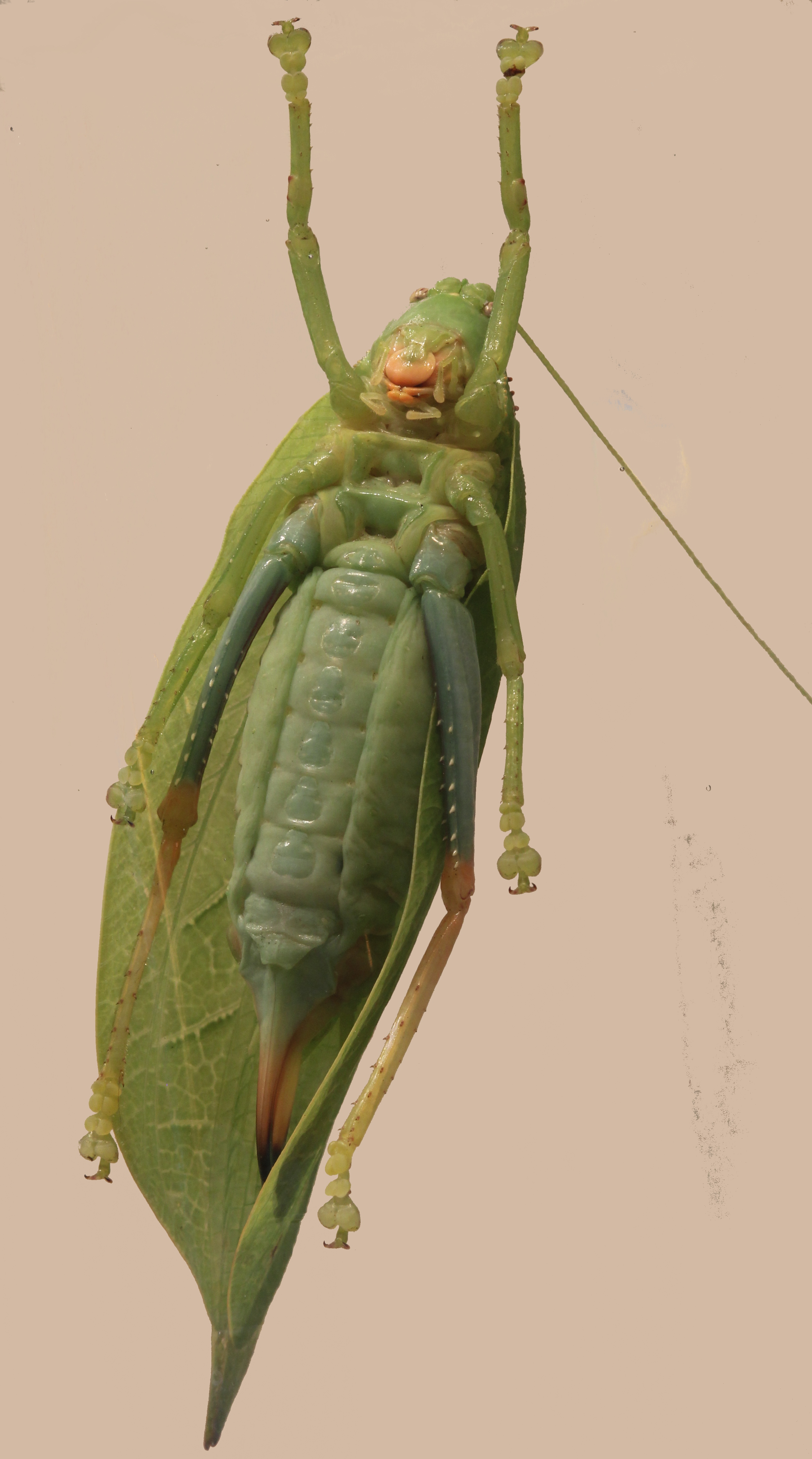
곤충의 다리

## 같이 보기
- 팔다리
- 촉수
- 다리 (해부학)